# Gumball XV
Gumball XV est une huile sur toile qui représente une antique machine à chewing-gum telle qu'on pouvait en voir dans les anciens bars et bistrots. Elle mesure 226 cm sur 155 cm. Le peintre a passé des heures à disposer tous les éléments de l’œuvre avant d'en prendre une photo et de commencer à peindre.
La série de peintures Gumball a été réalisée par Charles Bell à partir de 1973. Ce sont des peintures hyperréalistes, plus précisément des natures mortes, qui appartiennent au mouvement américain du photoréalisme, né en 1968-1969.

## Biographie de Charles Bell
Charles Bell est né et a grandi à Tulsa, dans l'Oklahoma, où il a obtenu son diplôme de la Will Rogers High School en 1953. Il a obtenu un baccalauréat en administration des affaires de l'Université de l'Oklahoma en 1957, puis a servi pendant deux ans en tant que lieutenant. Bell a vécu dans la région de la baie de San Francisco après avoir quitté la marine et a commencé son activité artistique à San Francisco. Il s'installe à New York en 1967 et crée son propre studio. Bell travailla comme comptable et fut contrôleur de la International Nickel Corporation jusqu'en 1980. Il devint ensuite un artiste à temps plein. Il a exposé ses œuvres dès 1969 à la galerie de Louis K. Meisel à New York. Bell est décédé d'un lymphome à Manhattan, New York, le 1er avril 1995, à l'âge de 60 ans. Il était atteint du sida au moment de son décès. Son partenaire de 22 ans, le décorateur d'intérieur Willard K.H. Ching (1942 - 14 janvier 1992) était mort d'une maladie liée au sida trois ans plus tôt, en 1992. Ils sont enterrés côte à côte au Diamond Head Memorial Park, à Honolulu, dans le comté de Honolulu, à Hawaii, aux États-Unis. Le travail de Bell, créé dans son studio loft new-yorkais à West Broadway, se distingue non seulement par la surface en verre de ses œuvres, réalisées principalement à l'huile, mais également par leur taille considérable.

## Description de l'œuvre
La précision du peintre nous donne l’impression de voir une photographie. En effet, la peinture de la machine s'écaille par endroit, on peut apercevoir les reflets sur le globe en verre. Notre regard est attiré vers l’intérieur de ce globe où l'on retrouve un condensé de couleurs très vives. En arrière plan on voit deux bocaux remplis, l'un de sucettes, l'autre de cacahuètes. Là aussi on retrouve la précision du verre et on a même le phénomène de réfraction de la lumière sur l'un des deux (celui des cacahuètes). Des sur le verre qui n'est pas parfaitement lisse sont visibles. À l'intérieur du globe on aperçoit des bijoux mélangés aux chewing-gums, ces mêmes bijoux pour qui les filles de l'époque dépensaient de l'argent sans avoir beaucoup de chances de gagner.